# 제프 파산

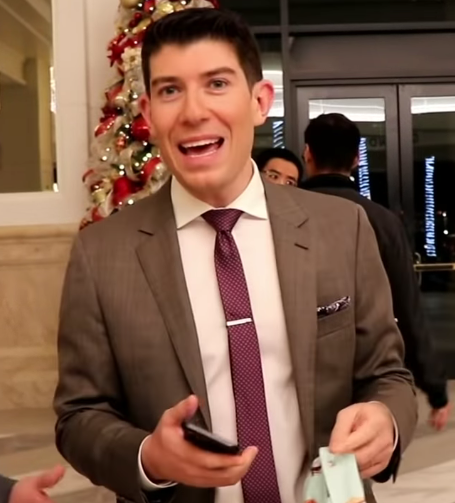

제프 파산(Jeff Passan, 1980년 9월 21일 ~ )은 야후! 스포츠의 대표적인 야구 칼럼니스트이다. ESPN의 미국 야구 칼럼니스트이자 뉴욕 타임스 베스트 셀러 더 암(New York Times Best Seller The Arm: Inside the Billion-Dollar Mystery of the Most Valuable Commodity in Sports)의 저자이다. 그는 또한 데스 투 더 BCS(Death to the BCS: The Definitive Case Against the Bowl Championship Series)의 공동 저자이기도 하다.

## 경력
파산은 오하이오주 클리블랜드 근처의 솔론 고등학교를 졸업한 후 프레즈노 주립 농구를 취재하기 전에 시러큐스 대학교의 더 데일리 오렌지(The Daily Orange)에 기사를 썼다. 그는 2004년 더 캔자스 시티 스타(The Kansas City Star)에서 야구 취재를 시작했다. 야후에 있은지 13년(2006–18) 후, 그는 2019년 1월에 ESPN의 야구 팀에 합류한다고 발표했다. 2022년 초에 파산은 ESPN과 4년 400만 달러 계약을 체결했다. ESPN에서 근무하는 동안 그는 스포츠센터, 겟 업(TV 프로그램), 더 리치 아이슨 쇼(The Rich Eisen Show) 및 기타 ESPN 스튜디오 쇼에 게스트로 출연한다. 2018년 야후!에서 근무하는 동안 파산은 야구 명예의 전당에 대한 투표를 거부했다. 그는 현재 메이저 리그 야구 팀과 선수들에 대한 보도 외에도 배리 본즈와 로저 클레멘스 같은 선수들에 대한 야구 명예의 전당의 위선에 대해 목소리를 높였다.